# تپه زلزله خراب
تپه زلزله خراب مربوط به دوره اسلامی - سده ۴ تا ۸ ق است و در شهرستان درگز، ۳ کیلومتری جنوب روستای قزلق واقع شده و این اثر در تاریخ ۲۵ مرداد ۱۳۸۴ با شمارهٔ ثبت ۱۳۸۶۶ به‌عنوان یکی از آثار ملی ایران به ثبت رسیده‌است.